# Пламмер, Редж
Реджинальд (Редж) Пламмер (англ. Reginald (Reg) Plummer, 6 августа 1953, Садбери, Канада) — канадский хоккеист (хоккей на траве), полевой игрок. Чемпион Панамериканских игр 1983 года.

## Биография
Редж Пламмер родился 6 августа 1953 года в канадском городе Садбери (сейчас Грейтер-Садбери).
В 1976 году вошёл в состав сборной Канады по хоккею на траве на летних Олимпийских играх в Монреале, занявшей 10-е место. Играл в поле, провёл 2 матча, забил 1 мяч в ворота сборной Аргентины.
В 1984 году вошёл в состав сборной Канады по хоккею на траве на летних Олимпийских играх в Монреале, занявшей 10-е место. Играл в поле, провёл 7 матчей, мячей не забивал.
В 1975 и 1979 годах в составе сборной Канады завоевал серебряные медали хоккейных турниров Панамериканских игр, в 1983 году — золотую медаль.
По окончании игровой карьеры работал тренером в Оттаве, работал в клубе «Аутоуэс», средней школе Меривейл. Играл за ветеранскую команду «Файтинг Хэддокс».
Был президентом Канадской ассоциации хоккея на траве.